# Rund um Köln 1997
Il Rund um Köln 1997, ottantatreesima edizione della corsa, si svolse il 25 maggio su un percorso di 200 km. Fu vinto dal belga Frank Vandenbroucke della squadra Mapei-GB davanti al russo Artur Babaitsev e all'altro belga Ludo Dierckxsens.

## Ordine d'arrivo (Top 10)
| Pos. | Corridore           | Squadra                      | Tempo    |
| ---- | ------------------- | ---------------------------- | -------- |
| 1    | Frank Vandenbroucke | Mapei-GB                     | 4h35'05" |
| 2    | Artur Babaitsev     | Lada-CSKA Samara             | a 14"    |
| 3    | Ludo Dierckxsens    | Tönissteiner-Saxon-Colnago   | a 1'09"  |
| 4    | Oscar Camenzind     | Mapei-GB                     | s.t.     |
| 5    | Kurt Van De Wouwer  | Vlaanderen 2002-Eddy Merckx  | a 1'19"  |
| 6    | Danny Nelissen      | Rabobank                     | s.t.     |
| 7    | Matteo Tosatto      | MG Boys Maglificio-Technogym | s.t.     |
| 8    | Jan Schaffrath      | Team Deutsche Telekom        | s.t.     |
| 9    | Sascha Henrix       | PSV Köln                     | s.t.     |
| 10   | Christian Henn      | Team Deutsche Telekom        | s.t.     |